# SR-25
Снайперська гвинтівка SR-25 (англ. Stoner Rifle-25) — американська самозарядна марксманська гвинтівка, що була розроблена відомим американським конструктором стрілецької зброї Ю.Стоунером, із газовідвідною системою та запиранням ствола за допомогою поворотного затвора. За концептуальну основу гвинтівки взята розробка Стоунера AR-10 під набій 7,62×51 мм НАТО. До 60 % деталей взаємозамінні з AR-15 та М16.
Перший зразок гвинтівки надійшов до спеціального підрозділу ВМС США на початку 1990-х років; практичне застосування в бойових умовах сталось під час підтримки снайперами SEAL миротворчої операції в Сомалі.

## Історія
Конструктор автоматичних гвинтівок AR-10 і AR-15 (М16) Юджін Стоунер на початку 1990-х років фактично створив комбінацію цих гвинтівок в зброю SR-25 «Найтс Армамент», уніфікувавши його до 60 % деталей з М16, за винятком ствола, коробки затвора, затвора і куркової групи. В основу гвинтівки SR-25 (стрілецької моделі Stoner 25) лягла конструкція гвинтівки AR-15, модифікована під набій 7,62х51.
Гвинтівка SR-25 виявилася досить вдалою, вона забезпечувала високу точність стрільби і тому стала популярною як серед цивільних стрільців в США, так і серед поліцейських снайперів. У дев'яностих роках варіант цієї гвинтівки в комплекті з оптичним прицілом і швидкознімним глушником ж фірми був прийнятий на озброєння сил спеціальних операцій ВМС США під позначенням Mark 11 Model 0 (Mk.11 mod.0). Пізніше під цим же позначенням гвинтівки стали надходити і на озброєння снайперів Корпусу морської піхоти США. У 2005 році в результаті конкурсних випробувань XM110 злегка модифікований варіант гвинтівки Mk.11 mod.0 був прийнятий на озброєння снайперів армії США під позначенням ''XM110 / M110 Semi-Automatic Sniper Rifle (M110 SASR). Гвинтівки XM110 повинні з часом замінити на озброєнні магазинні снайперські гвинтівки M24.
Снайперська гвинтівка SR-25 «Найтс Армамент» випускається в 4 варіантах, що розрізняються довжиною стволів: марксманська (англ. Match rifle) зі стволом 609 мм, Мк.11 Мод.0 і M110-Sass зі стволом 508 мм, карабін зі стволом 406 ММ, спортивна версія (англ. Sporter) зі стволом 508 мм.
Всі моделі гвинтівок, крім останньої, мають «плаваючий» ствол, тобто ствол закріплений тільки в затворній коробці і не торкається цівки, яка також закріплена на затворній коробці зброї.
Газовідвідний механізм снайперської гвинтівки SR-25 «Найтс Армамент» без газового поршня — гази відводяться по трубці прямо в затворну коробку зброї і впливають безпосередньо на затворну раму.
Ударно-спусковий механізм снайперської гвинтівки SR-25 «Найтс Армамент» допускає стрільбу тільки поодинокими пострілами.
На верхній частині коробки затвора зброї розташовані спеціальні напрямні для установки різних кріплень для оптичних прицілів або ручки для перенесення з вбудованим механічним прицілом в стилі М16а3, так звана «Picatinny-weaver rail system».
Снайперська гвинтівка Мк.11 Мод.0 є варіантом снайперської самозарядної гвинтівки SR-25, з глушником і оптичним прицілом і прийнятої в 1990-х роках на озброєння Сил спеціальних операцій ВМС США.
У 2005 році в результаті конкурсних випробувань була прийнята на озброєння Армії США злегка модифікована снайперська гвинтівка Мк.11 Мод.0 під найменуванням М110-САСС (англ. M110-SASS — Semi-Automatic Sniper System). Снайперська гвинтівка М110-САСС має ударно-спусковий механізм з двохстадійним спуском (англ. Two Stage Trigger), який розділяє зусилля натискання на спусковий гачок на дві стадії, удосконалену цівку типу URX з направляючими і трубчастим теплозахисних кожухом ствола, приклад, що регулюється по довжині.